# Eighth World
Eighth World è l'ottavo album in studio della cantante giapponese Misia, pubblicato nel 2008.

## Tracce
1. Ishin Denshin (以心伝心) – 4:45
2. Any Love – 4:52
3. Royal Chocolate Flush – 3:53
4. November: Interlude – 0:57
5. Missing Autumn – 4:59
6. To Be in Love – 6:17
7. Hadashi no Kisetsu (裸足の季節) – 5:36
8. Chandelier – 4:26
9. Hybrid Breaks: Interlude – 1:02
10. Dance Dance – 5:31
11. Taiyō no Chizu (太陽の地図) – 4:58
12. Soba ni Ite... (そばにいて...) – 5:01
13. Kimi wa Sōgen ni Nekoronde (君は草原に寝ころんで) – 4:40
14. Taiyō no Malaika (太陽のマライカ) – 4:47